# Dersingham
Dersingham är en ort och civil parish i Storbritannien.   Den ligger i grevskapet Norfolk och riksdelen England, i den sydöstra delen av landet, 150 km norr om huvudstaden London. Dersingham ligger 13 meter över havet och antalet invånare är 4 602.
Terrängen runt Dersingham är platt. Runt Dersingham är det ganska tätbefolkat, med 90 invånare per kvadratkilometer. Närmaste större samhälle är King's Lynn, 12,7 km sydväst om Dersingham. Trakten runt Dersingham består till största delen av jordbruksmark.